# Spießbock

Wappen Namibias

Der Spießbock (Oryx gazella) ist eine im südlichen Afrika beheimatete Groß-Antilope aus der Gattung der Oryxantilopen. Der lokal verbreitete Name der Art, neben Oryx, ist auf Deutsch und in anderen Sprachen Gemsbock (selten englisch auch Gemsbuck),  in Afrikaans Gemsbok, sowie im deutschsprachigen Raum auch Gämsbock. Der Name leitet sich vom deutschen Gämse aufgrund der Gesichtszeichnung ab. Eine weitere offizielle deutsche Bezeichnung lautet Südafrikanischer Spießbock.
Auf Otjiherero heißt das Tier Onduno, auf Setswana Kukama, auf Khoekhoegowab ǀGaebKlicklaut und auf Oshivambo Osino. Die Bezeichnung Passan ist nicht mehr gebräuchlich.

## Merkmale
Mit einer Schulterhöhe von 1,20 Meter ist der Spießbock die größte Art der Oryxantilopen. Beide Geschlechter haben einen starken Hals, lange, scharfe Hörner (bis 1,5 Meter) und einen an einen Pferdeschwanz erinnernden Schweif. Bis auf die Unterseite ist der Spießbock bräunlich-fahl, mit auffälligen schwarzen Markierungen an den Flanken und Flecken an den Oberschenkeln, der Kehle und der Keule. Die schwarz-weiße Gesichtsmaske fällt besonders auf.

## Verbreitung
Spießböcke sind in trockenen Gebieten (Wüsten, Halbwüsten) beheimatet, kommen aber auch in der Savanne vor. Das Verbreitungsgebiet umfasst vor allem Namibia und Botswana sowie das nördliche Südafrika und das westliche Simbabwe. Die Bestände in Ostafrika werden heute als Ostafrikanische Oryx als eigene Art geführt.
Der Bestand wird alleine in Namibia (Stand 2004) auf etwa 388.000 Tiere geschätzt.

## Verhalten
Als Nahrung wird Gras bevorzugt, allerdings nehmen sie auch ungiftige Sukkulenten zu sich, graben Wurzeln aus und fressen Wildfrüchte. In Zeiten der Dürre verzehren sie zu 30 % Blätter von Sträuchern und Bäumen und überraschenderweise auch das hochgiftige, wasserhaltige und nährstoffreiche Wolfsmilchgewächs Euphorbia damarana, das dann bis zu 25 Prozent ihres Nahrungsbedarfs deckt. Mögliche negative Auswirkungen auf die Gesundheit der Oryxantilopen sind bisher unbekannt. Obwohl Spießböcke Wasser trinken, sind sie von Oberflächenwasser unabhängig.
Die Weibchen leben in Gruppen von bis zu 40 Tieren. Dagegen sind die Männchen Einzelgänger. Sie verteidigen ein Revier und verteidigen alle Weibchen, die sich gerade in ihrem Territorium befinden. Kämpfe zwischen rivalisierenden Männchen laufen über ritualisierte Gesten ab und fast niemals ernsthaft, da sich die Antilopen mit den spitzen Hörnern sonst schwer verletzen könnten.

## Spießböcke und Menschen
Der Spießbock steht als Synonym für Zähigkeit und Bedürfnislosigkeit und ist deshalb auch das Wappentier Namibias und auch in Wappen verschiedener anderer Regionen im südlichen Afrika, etwa der Provinz Nordkap, zu finden. Die Einheimischen haben diese Antilopen von jeher gejagt. Sie verarbeiteten ihre Haut zu Leder und nutzten die Hörner als Speerspitzen. Verglichen mit anderen Oryxantilopen wie zum Beispiel dem Arabischen Oryx ist der Spießbock noch häufig anzutreffen; Schätzungen gehen von 373.000 Tieren aus. Eine vom Menschen eingeführte, halbwilde Population lebt im südlichen New Mexico.